# Klettergebiet Buoux

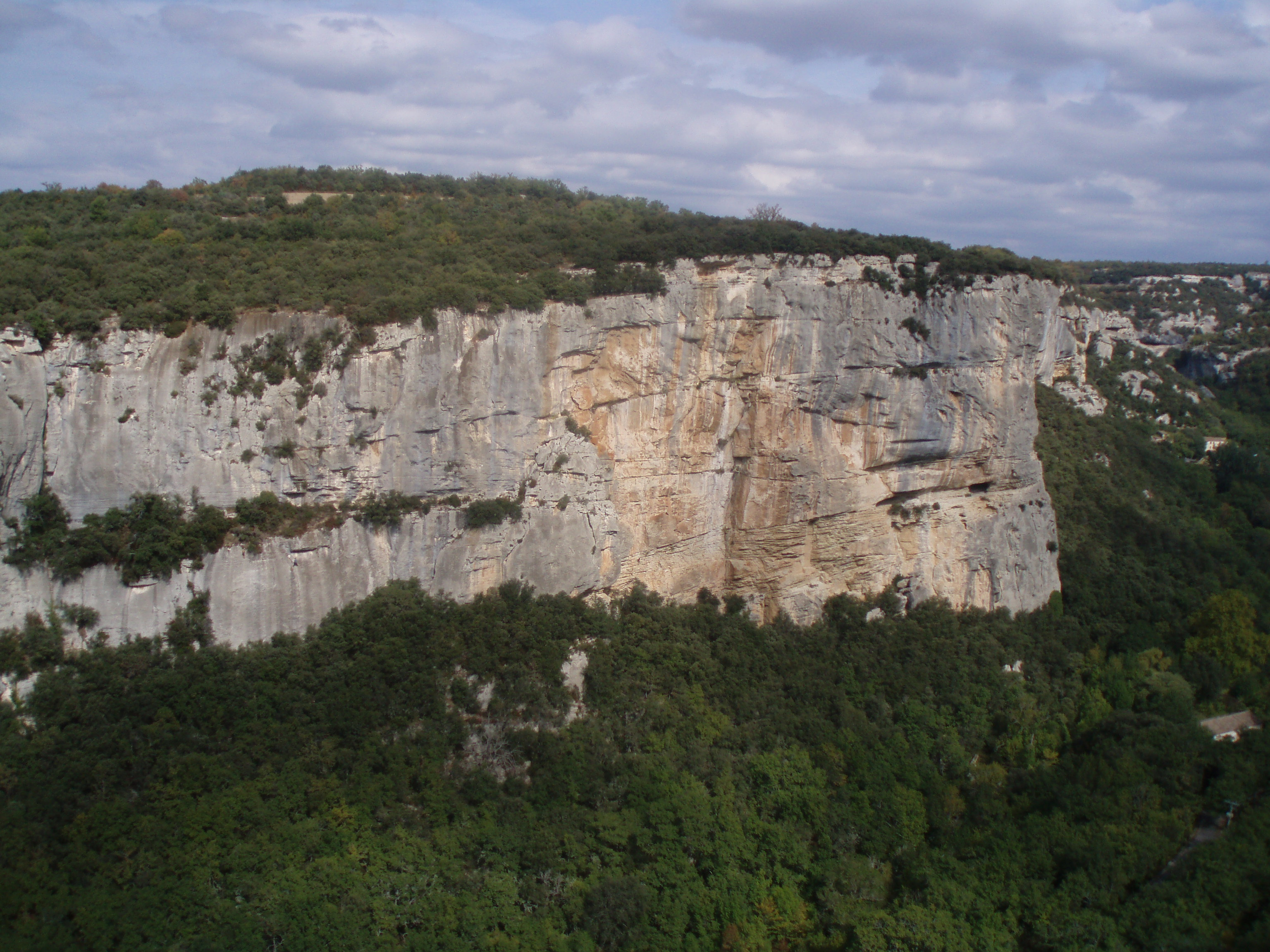
Felsen von Buoux

Das Klettergebiet Buoux liegt im Gebirgszug Luberon in Südfrankreich. Dort hat sich der Fluss Aiguebrun in eine Schlucht mit bis zu 120 m hohen Felswänden eingeschnitten. Das Klettergebiet gehört zu den berühmtesten Klettergebieten der Welt. In den 1980er Jahren wurde hier das Sportkletterns maßgeblich geprägt. In Buoux begann das Zeitalter der mit Bohrhaken gesicherten Routen, die von oben u. a. von so bekannten Kletterern wie Jean-Claude Droyer, Patrick Edlinger und den Brüdern Marc und Antoine le Menestrel eingerichtet und erstbegangen wurden. In Buoux begann auch das Zeitalter des 10. Schwierigkeitsgrads.

## Lage

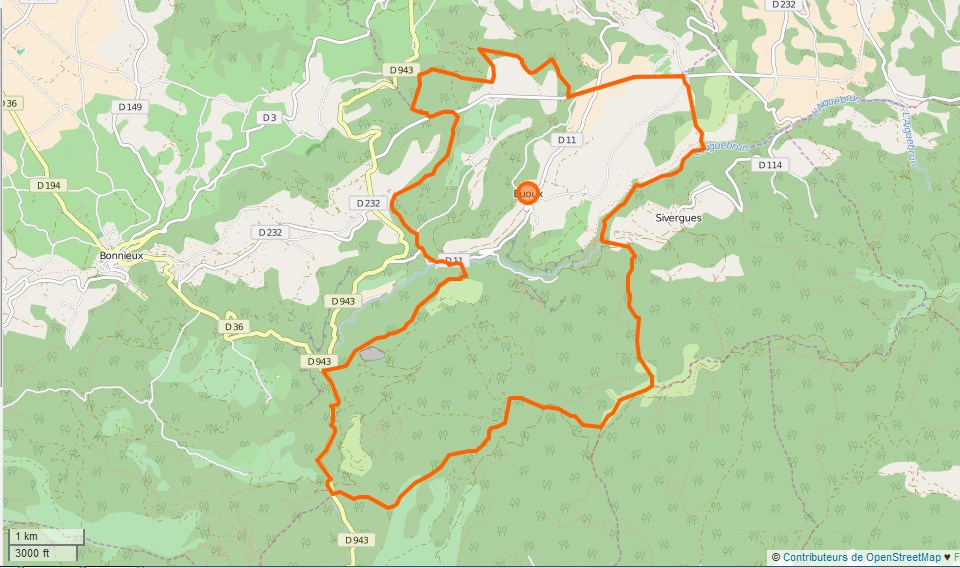
Lage der Gemeinde Buoux im Luberon

Das Klettergebiet Buoux liegt in der Gemeinde Buoux, die im Département Vaucluse liegt, das zur Region Provence-Alpes-Côte d’Azur gehört. Buoux liegt im Gebirgszug Luberon, etwa 5 km östlich von Bonnieux, ungefähr in der Mitte zwischen Apt und Lourmarin. Das Klettergebiet Buoux liegt im Regionalen Naturpark Luberon, etwa 1 km Luftlinie südlich des Ortes Buoux, im Tal des Flusses Aiguebrun (auch Aigue Brun geschrieben). Das Klettergebiet ist von Buoux aus über die D113 erreichbar und liegt am Ende einer kurzen Sackgasse kurz vor der Auberge des Seguins auf der rechten Seite des Aiguebrun. Das Klettern ist nur am Falaise de l'Aiguebrun erlaubt, genauer gesagt zwischen den Routen „La Ratière“ und „La Rampe“.

## Geologie
Das Kalkgestein, aus dem die meisten Berge der Provence bestehen, stammen aus carbonathaltigen Meeresablagerungen im Tethysmeer, das im Mesozoikum und frühen Känozoikum existierte. Diese Sedimentation wurde am Übergang von der Unter- zur Oberkreide durch das Auftauchen eines Teils der Provence aus dem Meer unterbrochen, was zu starker Erosion und Verkarstung führte. Eine marine Transgression im unteren Miozän ermöglichte kalkhaltige Sedimentablagerungen am liguro-provenzalischen Rand. In dieser Phase wurde das Kalkgestein des Plateau des Claparèdes aufgebaut. Ab dem Miozän führt die Kollision der afrikanischen und eurasischen Platten (alpine Phase) zur Bildung der Bergkette des Luberon.
Der Aiguebrun entspringt im Norden des Luberon. Er durchschneidet das Kalkmassiv von Norden nach Süden in einer Schlucht, die „Combe de Lourmarin“ genannt wird und mündet dann in die Durance. Die Entstehung dieser Schlucht geht auf die messinische Salinitätskrise vor 5,96 bis 5,32 Millionen Jahren zurück. In dieser Zeit wurde das Mittelmeer vom Atlantik getrennt, und der Wasserspiegel des Mittelmeers sank um bis zu 1.500 m unter den des Atlantiks ab. Infolgedessen vertieften die Flüsse, die ins Mittelmeer flossen, ihre Täler um Hunderte von Metern. Die fluviale Erosion durch kleinere Bäche und Flüsse schuf zahlreiche tiefe, steilwandige Täler. In seinem Oberlauf verläuft der Aiguebrun in solch einer Schlucht, die er in das Plateau des Claparèdes eingeschnitten hatte. Dieses Plateau besteht aus „sandsteinartigem“ Kalkstein marinen Ursprungs, der Molasse genannt wird und im unteren Miozän aufgebaut wurde. Dieser Kalkstein ist ein Sedimentgestein, das zu mindestens 50 % aus Skelettteilen lebender Organismen gebildet wurden (sog. biodetrisches Gestein). Die gebildete Felsstruktur weist oft schräge Schichtungen auf, die durch Meeresströmungen bei der Ablagerung der Molasse entstanden. Aus tektonischer Sicht ist das Aiguebrun-Tal also das Ergebnis der ganze geologischen Geschichte des Luberon.

## Geschichte
Das Klettern in Buoux begann in den 1970er Jahren, als einige lokale Kletterer Routen entlang der wenigen Riss- und Verschneidungssysteme legten, die häufig in technischer Kletterei bezwungen wurden. Die kompakten, mit Löchern überzogenen Platten von Buoux erschienen den damaligen Kletterern unkletterbar. Die eigentliche Geschichte des Kletterns beginnt Anfang der 1980er Jahre. Das Klettern an kleineren Felsen hat sich vom Training für Alpentouren, hin zur eigenständigen Disziplin entwickelt. In Buoux gibt es ein markantes Datum: Am 3. Februar 1982 wurde die erste Route von oben mit Bohrhaken eingerichtet und ein Tag später von Dominique Marchal frei begangen (7+). Weitere Highlights dieses Jahres waren die erste onsight Begehung einer Route der Schwierigkeit 8+, Captain Crochet, und 9, La polka des ringards, durch Patrick Edlinger. 1982 wurde das Klettern in Buoux in Frankreich einer breiten Öffentlichkeit bekannt, als Jean-Paul Janssen in dem Dokumentarfilm La vie au bout des doigts den damals 22-jährigen Patrick Edlinger porträtierte. Der Film zeigte „Free solo“ Begehungen von Edlinger in Routen von Buoux. Berühmt ist die Szene in der Edlinger im Dach der Route Dinque Stress Flip zum „Nachchalken“, ohne Fußkontakt zum Felsen, an einem Arm hängt (etwa bei 23'30 auf dem Video). Patrick Edlinger eröffnete dann im Februar 1983 in Buoux die erste 9+/10- Frankreichs mit dem Namen „ça glisse au pays des merveilles“.
Dann kam im Jahr 1984 Le Gang des Parisiens nach Buoux, eine Gruppe junger Kletterer aus Paris. Mit den Brüder Marc und Antoine le Menestrel, Jean-Baptist Tribout, Fabrice Guillot und Laurent Jacob begann, auch von Buoux ausgehend, das Zeitalter des 10. Schwierigkeitsgrades. Marc le Menestrel gelingt im April 1983 die Erstbegehung der immer noch berühmten 9+/10- Route „rêve de papillon“. Sie ist die erste Route Frankreichs in dieser Schwierigkeit, die im Jahr 1987 auch von Christine Gambert und Lynn Hill geklettert wurde und 1988 von Catherine Destivelle. Destivelle kletterte ein Jahr später als erste Frau eine Route der Schwierigkeit 10-, nämlich „Choucas“ in Buoux.
Als Antoine le Menestrel 1985 am Einstieg der Route Fissure Serge einen Baum umgesägt hatten, entdeckte er eine gelbe, überhängende Wand, in der es noch keine einzige Route gab. Er nannte diesen Wandteil Le Bout du Monde. Antoine le Menestrel suchte eine kletterbare Linie durch die griffarme Wand, doch sie war im unteren Teil auf ein paar Meter wirklich grifflos. Wie zu jener Zeit in Frankreich üblich, „modellierte“ er mit geschlagenen Griffen eine der berühmtesten Kletterstellen der Welt – den „Kreuzzug“ der Route “La Rose et le Vampire”. Diese Route und dieser Zug wurden zum Inbegriff des Sportkletterns der späten 1980er Jahre. Im September 1985 gelang ihm schließlich der Durchstieg, der ersten Route Südfrankreichs im 10. Grad.  Antoine gelang 1986 mit „le minimum“ die weltweit zweite Route der Schwierigkeit 10+. Schließlich kletterte Ben Moon noch 1989 mit „Azincourt“ die erste Route Frankreichs der Schwierigkeit 10+/11-.
In den 1990er Jahren änderte sich der Kletterstil der Weltelite, weg von kleingriffigen, leicht überhängenden Platten zu großen, athletischen Überhängen. Mit solchen Routen kann Buoux nicht aufwarten, und es wurde still um das Klettergebiet.  Nichtsdestotrotz, seit 1991 wird von vielen Spitzenkletterern versucht die Route Bombé Bleu zu klettern, was bisher noch niemandem gelungen ist (Stand 2024).
Im April 2025 befreite Alex Megos die Route Le Grand Saccage (9a+/b). Die Linie wurde etwa zehn Jahre vorher von Adrien Boulon eingerichtet, ist jedoch nie frei geklettert worden.

## Das Chaos von 1984
Das Klettergebiet Buoux wurde 1984 Opfer seines Erfolgs. Buoux wurde von Kletterern aus aller Welt förmlich überrannt, die alle Regeln des Anstands und des Respekts vor Eigentum ignorierten. Die Landwirte, auf deren Grundstücken geparkt und gecampt wurde, wussten sich nur mit einer radikalen Lösung zu helfen: Der Zutritt zu allen Felsen wurde gesperrt und das Klettern wurde verboten. Dies war möglich, da die Felsen auf Privatgrund liegen. Nachdem sich die Gemüter abgekühlt hatten und die Diskussion mit gegenseitigem Respekt angegangen wurde, konnte das Klettern 1985 wieder aufgenommen werden. Als Zugeständnis der Kletterer an die Landwirte und Privatgrundbesitzer blieben aber ein Teil der Felswände gesperrt. Nach 27 Jahren Kletterverbot konnte auch die Westwand 2010 wieder geöffnet werden.

## Die Besonderheiten von Buoux
Es gibt mehrere Besonderheiten des Klettergebietes Buoux, die es von anderen Gebieten unterscheidet. Eine Besonderheit ist die Felsstruktur mit den vielen „Löchern“ im Fels. Der Fels ist eine Kalksteinmolasse, die mit mehr oder weniger großen Löchern übersät ist. Manche sehen aus wie Luftblasen, die im Gestein eingeschlossen sind. In den meisten Routen gibt es eine Vielzahl an Ein-, Zwei- und Dreifingerlöchern. Das Felsprofil geht von leicht geneigt, über senkrecht bis leicht überhängend, so dass die Routen eher über „Platten“ gelegt sind als entlang der wenigen natürlichen Linien. Dennoch sind einige Abschnitte der Felsen wirklich überhängend.
Weiter ist das Alter des Gebietes zu beachten. Die ersten Bohrhaken in Buoux wurden mühevoll von Hand mit Hammer und Meißel gesetzt. Da bei der Sanierung des Gebietes in den 1990er Jahren nur die alten, schlechten Bohrhaken durch Neue einzementierte Ringe ersetzt wurden, blieb der ursprünglicher Charakter der Routen erhalten. Die Hakenabstände in Buoux sind also meist größer als die in anderen französischen Gebieten.
Die Bewertung in Buoux gilt als hart, sie ist manchmal sehr weit von gewohnten Bewertungen entfernt. Es wird empfohlen das Klettern in Buoux mit Bescheidenheit anzugehen, und sich nicht blind an Führerbewertungen zu halten. Buoux ist kein leicht konsumierbarer Fels, wie andere, erst kürzlich erschlossene Spots.